# Bahnstrecke Saint-Dizier–Doulevant-le-Château
| SNCF X 5809 im Bahnhof Wassy, Verein Amis de la Gare de Wassy, 2019 |                                 |                                                                    |                                                         |
| Streckennummer (SNCF): | 018 000                         |                                                                    |                                                         |
| Kursbuchstrecke (SNCF): | 106                             |                                                                    |                                                         |
| Streckenlänge: | 39,5 km                         |                                                                    |                                                         |
| Spurweite: | 1435 mm (Normalspur)            |                                                                    |                                                         |
| Maximale Neigung: | 8 ‰                             |                                                                    |                                                         |
| Zweigleisigkeit: | zw. Saint-Dizier und Éclaron ja |                                                                    |                                                         |
| |                                 |                                                                    |                                                         |
| \| \| \| Bahnstrecke Blesme-Haussignémont–Chaumont von Blesme-Haussignémont \| \| \| \| \| \| \| \| \| 234,3 \| Saint-Dizier \| 145 m \| \| \| ~234,4 \| Av. du General Sarrail (ehem. N 4) \| Av. du General Sarrail (ehem. N 4) \| \| \| \| Bahnstrecke Revigny–Saint-Dizier von/n. Revigny \| \| \| \| \| Ende Elektrifizierung 25 kV – 50 Hz ab Blesme-H. \| \| \| \| \| \| \| \| \| 235,3 \| Bahnstrecke Blesme-Haussignémont–Chaumont nach Chaumont \| Bahnstrecke Blesme-Haussignémont–Chaumont nach Chaumont \| \| \| \| \| \| \| \| 235,8 \| Canal entre Champagne et Bourgogne (25 m) \| Canal entre Champagne et Bourgogne (25 m) \| \| \| ~235,8 \| D 384 (ehem. N 384) \| D 384 (ehem. N 384) \| \| \| 236,5 \| Marne (98 m) \| Marne (98 m) \| \| \| 237,4 \| Lac du Der-Chantecoq (50 m) \| Lac du Der-Chantecoq (50 m) \| \| \| ~237,8 \| neue N 4 \| neue N 4 \| \| \| ~244,2 \| D 384 \| D 384 \| \| \| 245,5 263,2 \| Éclaron \| 139 m \| \| \| ~246,2 \| D 384 \| D 384 \| \| \| \| Bahnstrecke Montier-en-Der–Éclaron n. Montier-en-Der \| \| \| \| 250,7 \| Louvemont \| 149 m \| \| \| 252,5 \| Blaise (17 m) \| Blaise (17 m) \| \| \| 256,2 \| Canal de Saint-Dizier à Wassy (22 m) \| Canal de Saint-Dizier à Wassy (22 m) \| \| \| \| Bahnstrecke Jessains–Sorcy von Jessains \| \| \| \| 257,6 259,8 \| Wassy \| 172 m \| \| \| \| \| \| \| \| 259,3 \| Brousseval \| 169 m \| \| \| 259,8 \| Bahnstrecke Jessains–Sorcy nach Sorcy; Blaise \| Bahnstrecke Jessains–Sorcy nach Sorcy; Blaise \| \| \| 261,2 \| Vaux-Montreuil \| 177 m \| \| \| 266,6 \| Dommartin-le-Franc \| 189 m \| \| \| 268,7 \| Courcelles-sur-Blaise \| 195 m \| \| \| 271,4 \| Dommartin-le-Saint-Père \| 202 m \| \| \| ~271,5 \| D 60 (ehem. N 60) \| D 60 (ehem. N 60) \| \| \| 271,7 \| Blaise (15 m) \| Blaise (15 m) \| \| \| 273,7 \| Doulevant-le-Château \| 209 m \| \| Kilometrierung von Paris-Est über Blesme-Haussignémont \| \| \| \| |                                 |                                                                    |                                                         |
| |                                 | Bahnstrecke Blesme-Haussignémont–Chaumont von Blesme-Haussignémont |                                                         |
| |                                 |                                                                    |                                                         |
| Bahnhof | 234,3                           | Saint-Dizier                                                       | 145 m                                                   |
| ehemaliger Bahnübergang | ~234,4                          | Av. du General Sarrail (ehem. N 4)                                 | Av. du General Sarrail (ehem. N 4)                      |
| Abzweig geradeaus, ehemals nach links und ehemals von links |                                 | Bahnstrecke Revigny–Saint-Dizier von/n. Revigny                    | Bahnstrecke Revigny–Saint-Dizier von/n. Revigny         |
| |                                 | Ende Elektrifizierung 25 kV – 50 Hz ab Blesme-H.                   |                                                         |
| |                                 |                                                                    |                                                         |
| Abzweig ehemals geradeaus und nach links | 235,3                           | Bahnstrecke Blesme-Haussignémont–Chaumont nach Chaumont            | Bahnstrecke Blesme-Haussignémont–Chaumont nach Chaumont |
| |                                 |                                                                    |                                                         |
| Brücke über Wasserlauf (Strecke außer Betrieb) | 235,8                           | Canal entre Champagne et Bourgogne (25 m)                          | Canal entre Champagne et Bourgogne (25 m)               |
| Bahnübergang (Strecke außer Betrieb) | ~235,8                          | D 384 (ehem. N 384)                                                | D 384 (ehem. N 384)                                     |
| Brücke über Wasserlauf (Strecke außer Betrieb) | 236,5                           | Marne (98 m)                                                       | Marne (98 m)                                            |
| Brücke über Wasserlauf (Strecke außer Betrieb) | 237,4                           | Lac du Der-Chantecoq (50 m)                                        | Lac du Der-Chantecoq (50 m)                             |
| Brücke (Strecke außer Betrieb) | ~237,8                          | neue N 4                                                           | neue N 4                                                |
| | ~244,2                          | D 384                                                              | D 384                                                   |
| Bahnhof (Strecke außer Betrieb) | 245,5 263,2                     | Éclaron                                                            | 139 m                                                   |
| | ~246,2                          | D 384                                                              | D 384                                                   |
| Abzweig geradeaus und nach rechts (Strecke außer Betrieb) |                                 | Bahnstrecke Montier-en-Der–Éclaron n. Montier-en-Der               | Bahnstrecke Montier-en-Der–Éclaron n. Montier-en-Der    |
| Bahnhof (Strecke außer Betrieb) | 250,7                           | Louvemont                                                          | 149 m                                                   |
| Brücke über Wasserlauf (Strecke außer Betrieb) | 252,5                           | Blaise (17 m)                                                      | Blaise (17 m)                                           |
| Brücke über Wasserlauf (Strecke außer Betrieb) | 256,2                           | Canal de Saint-Dizier à Wassy (22 m)                               | Canal de Saint-Dizier à Wassy (22 m)                    |
| Abzweig geradeaus und von rechts (Strecke außer Betrieb) |                                 | Bahnstrecke Jessains–Sorcy von Jessains                            | Bahnstrecke Jessains–Sorcy von Jessains                 |
| Bahnhof (Strecke außer Betrieb) | 257,6 259,8                     | Wassy                                                              | 172 m                                                   |
| |                                 |                                                                    |                                                         |
| Strecke (außer Betrieb) · Haltepunkt / Haltestelle (Strecke außer Betrieb) | 259,3                           | Brousseval                                                         | 169 m                                                   |
| Strecke nach links (außer Betrieb) · Kreuzung links (Strecken außer Betrieb) | 259,8                           | Bahnstrecke Jessains–Sorcy nach Sorcy; Blaise                      | Bahnstrecke Jessains–Sorcy nach Sorcy; Blaise           |
| Bahnhof (Strecke außer Betrieb) | 261,2                           | Vaux-Montreuil                                                     | 177 m                                                   |
| Bahnhof (Strecke außer Betrieb) | 266,6                           | Dommartin-le-Franc                                                 | 189 m                                                   |
| Bahnhof (Strecke außer Betrieb) | 268,7                           | Courcelles-sur-Blaise                                              | 195 m                                                   |
| Haltepunkt / Haltestelle (Strecke außer Betrieb) | 271,4                           | Dommartin-le-Saint-Père                                            | 202 m                                                   |
| Bahnübergang (Strecke außer Betrieb) | ~271,5                          | D 60 (ehem. N 60)                                                  | D 60 (ehem. N 60)                                       |
| Brücke über Wasserlauf (Strecke außer Betrieb) | 271,7                           | Blaise (15 m)                                                      | Blaise (15 m)                                           |
| Kopfbahnhof Streckenende (Strecke außer Betrieb) | 273,7                           | Doulevant-le-Château                                               | 209 m                                                   |
| Kilometrierung von Paris-Est über Blesme-Haussignémont |                                 |                                                                    |                                                         |

Die Bahnstrecke Saint-Dizier–Doulevant-le-Château war eine knapp 40 km lange, eingleisige Eisenbahnstrecke in Ostfrankreich. Die sich im Norden des Départements Haute-Marne befindende Strecke zweigte in Saint-Dizier von der Bahnstrecke Blesme-Haussignémont–Chaumont ab und wandte sich zunächst nach Südwesten, um sich in Éclaron zu gabeln. Der westliche Ast, die Bahnstrecke Montier-en-Der–Éclaron lief bis Montier-en-Der weiter nach Südwesten, der andere Teil nach Süden. In Montier-en-Der und in Wassy kreuzte die Bahnstrecke Jessains–Sorcy.
Die Strecke wurde zwischen 1868 und 1881 in Betrieb genommen und 1952 für den Personenverkehr, in den 1990er Jahren auch für den Güterverkehr stillgelegt.

## Geschichte

### Von Saint-Dizier bis Wassy
Initiiert wurde der Streckenbau von der lokalen Interessensgemeinschaft, geleitet von den Herren Baron A. de Rothschild, Danelle, de Chanlaire, Cornuel und Guyard, die sich im Tal der Blaise, die besonders von der Gießereiindustrie geprägt war, eine bessere Verkehrsverbindung zwischen den zahlreichen Gewerbebetrieben wünschten. Der einzige Verkehrsweg – die Straße – war überlastet, weil sie damals nur mit Tiergespannen befahren werden konnte. Ab 1860 begannen die Planungen und ein Konzessionsgesuch. Ende Dezember 1865 wurde die Konzession erteilt und veröffentlicht. Daraufhin gründete sich die Compagnie du chemin de fer de Vassy a Saint-Dizier, die später zur Chemins de Fer et Transports Automobiles (CFTA) wurde und heute unter Transdev Rail firmiert. Der Streckenbau war nur bis Wassy – damals Unterpräfektur im Département – vorgesehen.

### Verlängerung über Wassy hinaus
Die südliche Verlängerung geht auf die Initiative einer Interessensgemeinschaft rund um die Herren Berthelin, de Chanlaire, Le Bachelellé und Bernardin zurück, die sich unter dem Namen Compagnie du chemin de fer de Wassy à Doulevant-le-Château konstituierten und am 18. März 1878 ihr Konzessionsgesuch einreichten. Dieses wurde noch im gleichen Jahr genehmigt und für gemeinnützig erklärt. Der Betrieb erfolgte durch die Chemins de fer de l’Est (EST), die auch schon die Betriebsführung der Bahnstrecke Montier-en-Der–Éclaron innehatte.
Beide Strecken wurde privatwirtschaftlich betrieben, bis sie die SNCF 1972 übernahm und die beiden Teilstrecken auch rechtlich vereinigte. Heute ist bis auf ein etwa 180 Meter langes Reststück am Streckenbeginn (bis etwa BK 235,5) die Strecke entwidmet. Im Bereich des Bahnhofs von Wassy liegen noch wenige hundert Meter Gleise. Ein Museumsverein, der sich am 14. Dezember 1992 gegründet hatte, führte bis 2011 touristische Gelegenheitsfahrten durch. Hier können noch auf dem Gelände der Amis de la Gare de Wassy Demonstrationsfahrten durchgeführt werden. Der Schienenweg wurde ansonsten überall als kombinierter Fuß- und Radweg umgewidmet.